# Opus Dei (album)
Opus Dei album Laibacha wydany w 1987 roku. Zawiera covery - "Geburt einer Nation", niemiecką wersję utworu zespołu Queen "One Vision" i dwie przeróbki utworu "Live Is Live" austriackiej grupy Opus.

## Lista utworów
Utwory z LP:
1. "Leben heißt Leben" (Opus) – 5:28
2. "Geburt einer Nation" (Queen) – 4:22
3. "Leben - Tod" (Laibach) – 3:58
4. "F.I.A.T." (Laibach) – 5:13
5. "Opus Dei" (Opus) – 5:04
6. "Trans-National" (Laibach) – 4:28
7. "How the West Was Won" (Laibach) – 4:26
8. "The Great Seal" (Laibach) – 4:16

Dodatkowe utwory zawarte na wydaniu CD:
1. "Herz-Felde" (Laibach) – 4:46
2. "Jägerspiel" (Laibach) – 7:23
3. "Koža (Skin)" (Laibach) – 3:51
4. "Krst (Baptism)" (Laibach) – 5:39